# Bantu
Bantu ist der Sammelbegriff für über 400 verschiedene Ethnien Zentral-, Ost- und des südlichen Afrikas, die Bantusprachen sprechen. Die Bantusprachen bilden eine Untergruppe der Niger-Kongo-Sprachen. Es gibt schätzungsweise über 200 Millionen Bantu. Im Sprachgebrauch der „Weißen“ Südafrikas wird Bantu häufig als Bezeichnung für alle Subsahara-Afrikaner verwendet.
Der Artikel Bantusprachen enthält Informationen über die Struktur und Grammatik der Bantusprachen, ihre Forschungsgeschichte, den Zusammenhang mit den anderen Niger-Kongo-Sprachen, die Frage ihrer Herkunft (Urheimat) und Ausbreitung. Der vorliegende Artikel befasst sich mit den ethnischen, kulturellen und historischen Fragen der Bantuvölker.

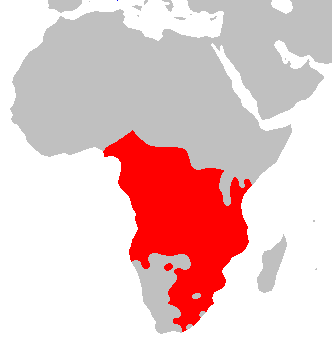
Verbreitung der Bantu-Sprachen

## Definition und Erforschung
Historisch haben sich die Bantu selbst nicht als Bantu bezeichnet und haben auch kein Zusammengehörigkeitsgefühl. Eingeführt wurde der Begriff 1862 von Wilhelm Bleek in seinem Buch Eine vergleichende Grammatik der südafrikanischen Sprachen als Sammelbezeichnung für alle Bantu-Völker. Bantu bedeutet in vielen Bantusprachen Menschen. Bleek erkannte, dass eine Vielzahl von Sprachen in Zentral-, Süd-, Ost- und Westafrika Gemeinsamkeiten aufweisen und einer gemeinsamen Sprachfamilie zuzuordnen sind. Diese These hat im Wesentlichen heute noch Gültigkeit. Da grundsätzlich alle Bantusprachen bis in die jüngere Vergangenheit schriftlos waren, wurde die Geschichte der Bantu aus sprachwissenschaftlicher Forschung, mündlichen Überlieferungen und archäologischen Funden rekonstruiert. Letztere sind für manche Länder (z. B. Angola) noch äußerst lückenhaft. In den letzten Jahrzehnten hat man sich verstärkt bemüht, mündliche Überlieferungen zu erfragen, bevor sie durch den immer schnelleren Kulturwandel in Vergessenheit geraten. Das Puzzle archäologischer Grabungsorte hat sich verdichtet und die Techniken der physikalischen Datierung wurden verbessert. Dadurch hat sich das wissenschaftliche Bild der Geschichte der Bantu stark gewandelt. Eine Ausnahme bei der Schriftlosigkeit macht das Swahili, eine mit zahlreichen arabischen und einigen persischen und indischen Lehnwörtern angereicherte Bantusprache, für das vor dem Eintreffen der Portugiesen die arabische Schrift benutzt wurde.

## Geographie
Als die ersten Europäer das südliche Afrika erreichten, bewohnten die Bantu ein großes, zusammenhängendes, aber nicht lückenloses Gebiet von Kamerun und Kenia bis nach Südafrika. Seine Nordgrenze war etwa diejenige der nördlichen Baumsavanne, seine Südgrenze die des sommerfeuchten Gebietes. Dauertrockene und winterfeuchte Gebiete im Südwesten des Kontinents waren den Kulturpflanzen der Bantu nicht zuträglich und wurden so zum Rückzugsgebiet der hellerhäutigen Khoisan.

## Geschichte
Die Bantu stammen vermutlich ursprünglich aus dem Kameruner Hochland und dem Südosten Nigerias. Irgendwann im 2. Jahrtausend v. Chr. begannen sie als Pflanzer von Hackfrüchten, ihr Territorium in die Regenwälder von Zentralafrika auszudehnen. Etwa 1000 Jahre später setzte wahrscheinlich eine zweite, schnellere Phase der Expansion ein, weiter nach Süden und Osten. Überall, wo sie hinzogen, vermischten sie sich mit den bisher dort lebenden Gruppen und bildeten neue Gesellschaften. Etwa 1000 v. Chr. war – möglicherweise eigenständig – zwischen dem Tschadsee und den großen Seen Ostafrikas die Eisengewinnung entwickelt worden. Als die Bantu diese Technik übernahmen, hatte ihr Siedlungsgebiet schon eine beträchtliche Ausdehnung. Vermutlich etwa gleichzeitig verbreiteten sich unter ihnen weitere wichtige Kulturtechniken wie der Anbau von Getreide und Bananen sowie die Viehzucht. Anhalt für diese Vermutung bietet die damals eingetretene Wortschatzerweiterung um Wörter wie Getreide, Banane und Viehzucht etc.
Als erste früheisenzeitliche Kultur der Bantu gilt die Urewe-Kultur in der fruchtbaren Hügelregion westlich und südwestlich des Viktoriasees bis zum Tanganjikasee (ca. 800 v. Chr. bis 800 n. Chr.). Südlich des Äquators wird allgemein der Beginn der Eisenzeit mit dem Eintreffen der Bantu gleichgesetzt.
Ausgestattet mit diesen Fertigkeiten haben sich die Bantu – eher in kleinen, vom Wanderfeldbau lebenden Gruppen denn in Form großer Wanderungen – über große Teile des östlichen und südlichen Afrika ausgebreitet. Ein Fund von 1968 aus der Nähe von Maputo im Süden von Mosambik, sehr ähnlich der Kwale-Kultur (Kenia), führte zu Vermutungen über eine schnelle Ausbreitung entlang der Küste. Ab etwa 400 n. Chr. siedelten Bantu wohl schon in all den Gegenden Afrikas, in denen sie beim Eintreffen der Europäer wohnten.
Der Übergang von der frühen Eisenzeit (wenig Viehzucht, geringe soziale Differenzierung) zur späten Eisenzeit (Ackerbau und bedeutende Viehzucht, starke soziale Differenzierung, Reichsbildungen), der lange als erneute Wanderungsbewegung gedeutet wurde, wird in den letzten Jahren zunehmend als Kulturentwicklung ohne wesentliche Wanderung aufgefasst. Die den Bantu südwestlich benachbarten Khoisan betrieben so gut wie keinen Feldbau und keine Eisengewinnung, lernten aber, eingehandeltes Eisen zu verarbeiten, z. B. zu Speerspitzen. Ein jahrhundertelanges, teilweise eng benachbartes Nebeneinander eisenzeitlicher Bantu und steinzeitlicher Khoisan wird für das östliche Sambia angenommen und ist für Botswana nachgewiesen.
Ausgespart von der Bantubesiedlung vor dem 17. Jahrhundert waren die Gebiete des heutigen Namibia und der Kapprovinz. Als Jan van Riebeeck um 1652 am Kap der Guten Hoffnung an Land ging und Kapstadt gründete, traf er dort keine Bantu an, da deren Siedlungsgebiet erst 700 km nordöstlich seiner neuen Kolonie begann. Nachbarn der ersten europäischen Siedler waren San und Khoi Khoi. Durch den Zustrom weiterer Siedler, deren Nachfahren heute als Afrikaaner (auch Buren) bezeichnet werden, breitete sich die Kapkolonie langsam aus, und die Khoi Khoi gerieten zunehmend in ein Abhängigkeitsverhältnis zu den Buren. Erst um etwa 1770 stießen die Buren auf die Bantu. Erstmals 1795, endgültig 1806, kam die Kapkolonie unter britische Herrschaft.
Anfang des 19. Jahrhunderts kam es zu Wanderungsbewegungen sowohl der Buren als auch der Bantu, die zu kriegerischen Konflikten zwischen beiden Gruppen führten und die Khoisan in die Kalahari drängten: Seit 1816 baute der Zulu-Herrscher Shaka eine straffe militärische Organisation auf und begann, benachbarte Bantuvölker blutig zu unterwerfen, was diese zu Umstrukturierungen und Fluchtbewegungen veranlasste und daher als Auslöser der Mfecane, einer Zeit der Wirren im südlichen Afrika zwischen 1815 und 1840, gilt. Mit dem Abolitionsgesetz von 1833 wurde im gesamten Britischen Empire, also auch der Kapkolonie, die Sklaverei abgeschafft. Seit 1835 verließen viele Buren die Kapkolonie, zogen als Voortrekker nach Nordosten und gründeten dort neue Republiken.

## Gesellschaftliche Organisation
Die Bantu unterteilten sich in verschiedene Volksgruppen oder Häuptlingstümer. Hierbei handelte es sich um unabhängige Gruppen von einigen hundert bis einigen tausend Menschen. In vielen Volksgruppen beriefen sich die Mitglieder auf einen gemeinsamen Vorfahren, meist einen bedeutenden früheren Häuptling. Aus der weniger fernen Vergangenheit ist aber bekannt, dass Leute sich aus politischer Opportunität einer anderen Gesellschaft anschlossen (s. u.). Unveränderlich war dagegen die spirituelle Zugehörigkeit jeder Person zu einem bestimmten Totem. Daran fühlen sich auch viele Bantu mit ansonsten moderner Lebensweise gebunden. Geführt wurden die Volksgruppen von einem Häuptling, der je nach Gruppe über unterschiedlich große Machtbefugnisse verfügte. Die Zugehörigkeit zu einem Häuptling war nicht fest. Ein populärer oder mächtiger Anführer konnte somit durch die Aufnahme von Flüchtlingen anderer Gesellschaften seine Gruppe vergrößern und so an Macht und Ansehen gewinnen. Unpopuläre und schwache Häuptlinge verloren dementsprechend an Einfluss.
Wo es Häuptlingen oder Häuptlingsdynastien gelang, Macht über mehrere Volksgruppen zu gewinnen, wird von Reichen gesprochen. Die Herrscher trugen dann auch klangvolle Titel. Manche dieser Reiche bestanden mehrere Jahrhunderte wie z. B. das Kongoreich (umfasste den Nordwesten des heutigen Angola und angrenzende Teile der Demokratischen Republik Kongo und der Republik Kongo), das östlich davon gelegene Königreich Luba oder das Munhumutapa-Reich im heutigen Simbabwe und Mosambik, andere weniger als ein Jahrhundert wie z. B. das Matabelereich in Simbabwe. Während im Kongoreich die mündliche Bewahrung der Reichsgeschichte bis zum Eintreffen der Europäer sorgfältig gepflegt wurde, muss die Staatengeschichte vor den Matabele im Gebiet des heutigen Simbabwe (Monomotapa-Reich u. a.) mühsam aus den Geschichten von Teilgruppen und vor allem aus archäologischen Funden rekonstruiert werden.
Während im Kongogebiet die matrilineare Abstammungsregel (und oft auch das Prinzip der Matrilokalität) bei vielen Stämmen verbreitet ist, gilt bei den südlichen, vor allem bei den viehzüchtenden Bantuvölkern wie den Zulu die patrilineare Abstammungsfolge.
Die kleinste Einheit der Bantu-Organisationsstruktur bildete der Haushalt (Household), auch Kraal genannt, bestehend aus Mann, Frau oder Frauen, den Kindern sowie anderen im selben Haushalt wohnenden Verwandten. Der Mann war das Oberhaupt des Haushaltes und konnte in polygamem Verhältnis leben. Er hatte die komplette Autorität über die Familie. So war eine klare Hierarchie gegeben. Diese Hierarchie zog sich weiter bis zu den Kindern. Beispielsweise wurde der erstgeborene Sohn der Nachfolger seines Vaters als Oberhaupt der Familie. Der Haushalt und die verwandtschaftlich sehr engen Beziehungen im Allgemeinen spielten eine wichtige Rolle im Leben der Bantu. Diejenigen Haushalte, die im selben Tal oder auf demselben Hügel beheimatet waren, wurden in Sub-Distrikten (Wards) zusammengefasst. Die Sub-Distrikte oder Wards bildeten eine eigene Verwaltungs- und Rechtsprechungseinheit, dem ein so genannter Headman vorstand.
Die Sub-Distrikte wiederum fanden in Distrikten Zusammenschluss, an dessen Spitze nun der Häuptling stand. Die zentrale Wohnstätte des Häuptlings war oft ein großer, vielfach einige tausend Bewohner umfassender Ort.
Der Häuptling wurde im Allgemeinen nicht gewählt, sondern erhielt sein Amt durch Vererbung. Bei den meisten Stämmen erbte der älteste Sohn das Amt seines Vaters. Bei einigen Stämmen wurde das Amt an den ältesten Bruder des verstorbenen Häuptlings und nach dessen Tod wiederum an dessen ältesten Bruder vererbt. War der letzte Bruder gestorben, ging die Erbfolge auf den ältesten Sohn des ursprünglichen Häuptlings (als ältesten Bruder) über.
Der Häuptling war mit einer Anzahl vertrauter Berater umgeben. Dabei handelte es sich meist um Verwandte wie Onkel und Brüder, um einflussreiche Headmen oder um persönliche Freunde. Das politische Gewicht des Stammesrates hing von der Stärke des jeweiligen Häuptlings ab. Je mächtiger und einflussreicher ein Häuptling war, desto weniger Einfluss hatte das Volk. Obwohl der Anführer über große Macht verfügte, stand er nicht über dem Gesetz. Er konnte sowohl vom Rat wie auch von seinem Volk kritisiert werden. Bei Vergehen durfte von ihm eine Wiedergutmachung gefordert werden. Als Folge seiner Vergehen wurde er oft auch von Angehörigen seines Volkes verlassen. Im Extremfall löste er einen Bürgerkrieg aus.

## Vorkoloniale Königreiche
An der Mündung des Kongo (etwa 15.–18. Jahrhundert):
- Kongo (großes Gebiet küstennah beidseits der Kongomündung, Zentrum im heutigen Angola)
- Loango
- Kakongo
- Ngola

Am Victoriasee (etwa 18.–20. Jahrhundert):
- Buganda (nur ein kleiner Teil des heutigen Uganda)
- Busoga
- Karagwe
- Königreich Ruanda (Gebiet etwa dem heutigen Staat entsprechend)
- Königreich Burundi (Gebiet etwa dem heutigen Staat entsprechend)

Südlich des Sambesi (etwa 13.–19. Jahrhundert):
- Mapungubwe (13. Jahrhundert)
- Shona-Staaten:
  - Reich von Groß-Simbabwe (13.–15. Jahrhundert, Shona ?), dann Nachfolgestaaten:
  - Mutapa (15.–19. Jahrhundert, Karanga (Shona))
  - Torwa (15.–17. Jahrhundert, Shona ?)
  - Changamire (17.–19. Jahrhundert, Rozwi (Shona))
- Matabelereich (19. Jahrhundert)

Sonstige Königreiche:
- Lunda (17.–19. Jh.)
- Luba (16.–19. Jh.)

## Kultur
Die Bantu waren nicht territorialbezogen wie moderne Europäer, sondern vielmehr gruppenbezogen. Gemäß ihrer Ansicht konnte man Land nicht besitzen, sondern nur nutzen. Solange genügend Land für alle vorhanden war, hatten sie tatsächlich nur sehr vage Vorstellungen von Grenzen. Grenzen gestalteten sich vielmehr natürlich in Form von Flüssen oder Bergen, die jedoch keineswegs fest waren.

### Nahrungserwerb
Der Nahrungserwerb der Bantu beruhte in der Hauptsache auf Viehzucht, Ackerbau und Jagd. Dabei waren meist die Frauen für den Ackerbau (außer Rodungsarbeiten) und die Männer für das Vieh und die Jagd verantwortlich. Im Folgenden werden die Besonderheiten des Nahrungserwerbs einiger Volksgruppen aus der Region des heutigen Südafrika zusammengefasst. Das Fischen hatte außer bei den Tsonga und zum Teil bei den Mpondo keinerlei Bedeutung. Die Hauptnahrungsmittel waren Hirse, Fleisch, Gemüse, Kuh- und Geißenmilch, Wasser und Kornbier, das verglichen mit europäischem Bier nur sehr wenig Alkohol enthielt. Beim Verzehr von Fleisch beachteten die Bantu (den Europäern nicht unähnlich) eine Anzahl von Tabus; beispielsweise durften Hunde, Affen, Krokodile und Schlangen nicht gegessen werden. Ebenfalls tabu war das Fleisch einiger Vögel, wie der Eulen, Krähen und Geier. Je nach Totemzugehörigkeit wurden und werden weitere Tabus beachtet.
Allen Bantu-Ethnien gemein war auch eine klare Trennung zwischen den Aufgaben der Frauen und derjenigen der Männer. Unterschiedlich war jedoch die Art der Trennung.

### Behausungen
Die Bantu im Bereich des heutigen Südafrika benutzten verschiedene Wohntypen. Die Nguni kannten die „Beehive Hut“ (Bienenkorb-Hütte), ein kreisartiges Grundgerüst aus langen Schösslingen, das mit Gras bedeckt wurde. Die Hütten der Sotho, Venda und Shangana-Tsonga sind als „Cone-and-Cylinder-Hut“ (Kegel- und Zylinder-Hütte) bekannt; hier wurde aus vertikalen Pfosten eine zylindrische Wand errichtet, die mit Schlamm und Kuhdung abgedichtet und mit einem Dach aus zusammengebundenen Schösslingen versehen wurde. Der Boden bestand bei beiden Typen aus festgestampfter Erde.

### Glaube
Im traditionellen Glauben der Bantu haben übernatürliche Wesen, die man positiv zu beeinflussen versucht und denen man positiven und negativen Einfluss auf das menschliche Schicksal zuschreibt, eine zentrale Bedeutung. Man sieht in den häufig Besessenheit auslösenden Geistern, wie den Pepo in Ostafrika, eine Manifestation der Seelen verstorbener Vorfahren. Mit einer Vielzahl von Zeremonien, Riten und Tabus versuchen die Bantu, sich das Wohlwollen der Geister zu erhalten. Viele Bantu glauben, dass sich Tote in Schlangen verwandeln; deshalb werden auch diese verehrt.
Daneben gibt es in den afrikanischen Religionen ein höchstes Wesen, einen in den kosmogonischen Mythen beschriebenen Schöpfergott. Die Bantu glauben jedoch nicht, dass sich der Schöpfer nennenswert um die Menschen kümmert, weshalb er nur geringe kultische Verehrung erhält. In trockenen Gebieten gilt er als Regenmacher, in feuchteren eher als Sonnengott.
Außerdem glauben die Bantu traditionell an die Dualität von Körper und Geist und nehmen an, dass sich die Seele beim Tod vom Körper trennt.
Die magischen Vorstellungen können zu Verhaltensstörungen wie zum Beispiel Ufufuyane führen, ein kulturgebundenes Syndrom, das bei den Bantu, den Zulu und anderen verwandten Völkern vorkommt.